# 同性愛者人権連帯
同性愛者人権連帯（どうせいあいしゃじんけんれんたい、朝鮮語: 동성애자인권연대、略称：朝鮮語: 동인련、同人連）は、韓国の性的少数者人権団体。1997年9月9日、大学生である性的少数者の人権団体として「仮称 大学同性愛者人権連合 建設準備委員会(가칭 대학동성애자인권연합 건설준비위원회)」が発足し、1997年11月2日に「大学同性愛者人権連合」が正式に立ち上がった。1998年8月1日、性的少数者の権利を擁護する運動と相談活動を行う団体に昇格して「同性愛者人権連帯」と名称を変更し、現在まで韓国社会における性的少数者の人権向上のために活動を続けている。
2000年には、カミングアウト以後、非難や悪評に苦しめられていたタレントのホン・ソクチョン（洪錫天：홍석천）を支持する活動を行い、2003年4月からは毎年4月23日～5月にかけて、学生活動家だったユグダン（六友堂：육우당）の追慕記念行事などを開催している。 その他に後天性免疫不全症候群 (AIDS) 感染者の救済活動にも取り組んでいる。
この組織に関係している主な活動家には チョン・ヨル、グァク・イギョン、ジャン・ビョングォンらがおり、2012年現在の代表はグァク・イギョンである。
2003年韓国女性部と青少年保護委員会の青少年保護法に同性愛を有害単語として指定すると、同性愛有害単語、禁則指定撤廃運動を推進し、2004年4月解除した。2006年からはAIDS患者保護の動き、韓国軍内の同性愛者の権利を守るための運動も一緒に進めている。